# Кудряшов, Пётр Егорович
Петр Егорович Кудряшов (13 сентября 1910, Свориж — 28 января 1976, Черныши) — советский военнослужащий, полный кавалер ордена Славы, в годы Великой Отечественной войны сапёр 478-го отдельного сапёрного батальона (336-я стрелковая дивизия, 60-я армия, 1-й Украинский фронт), старшина.

## Биография
Родился 13 сентября 1910 года в селе Свориж (ныне Дедовичского района Псковской области) в семье рабочего. Русский. Окончил 3 класса. Работал в колхозе. В Красной Армии с 1932 по 1935 год и с августа 1942 года.
В боях Великой Отечественной войны с августа 1942 года. 6 декабря 1943 года ефрейтор Кудряшов возле села Чайковки Радомышльского района Житомирской области установил несколько десятков противотанковых и противопехотных мин, преграждая пути наступления пехоте и танкам противника. 26 декабря 1943 года у села Федоровка Малинского района Житомирской области, действуя впереди боевых порядков пехоты, разминировал дороги и мосты. В период с 26 декабря 1943 года по 2 января 1944 года снял и обезвредил более 100 противотанковых и противопехотных мин. 14 января 1944 года награждён орденом Славы 3 степени.
Командир разведывательного отделения того же саперного батальона старший сержант Кудряшов 13 августа 1944 года на подступах к населенному пункту Жохув (за 6 км к юго-востоку от города Мелец, Польша) под огнем противника обнаружил брод через реку, преодолел ее, внезапно напал на вражеского часового, который охранял блиндаж, и захватил его в плен. 17 августа 1944 года добыл ценные сведения о расположении огневых точек противника и доставил их командованию. 18 сентября 1944 года награждён орденом Славы 2 степени.
28 января 1945 года у населённого пункта Вігорцелле (Польша) с группой разведчиков Кудряшов отбивал атаки врага, который прорвался в боевые порядки дивизии. При этом было уничтожено 13 и взято в плен 14 гитлеровцев. 27 июня 1945 года награждён орденом Славы 1 степени.
В 1945 году старшина Кудряшов демобилизован. Жил в селе Черныши Каневского района Черкасской области Работал в колхозе. Умер 28 января 1976 года.

## Награды
- Медаль «За отвагу» (29.7.1943)[1]
- орден Славы трёх степеней (14.1.1944, 18.9.1944, 27.6.1945).